# Grijskeelarassari
De grijskeelarassari (Aulacorhynchus albivitta griseigularis) is een vogel uit de familie Ramphastidae (toekans). Deze arassari wordt ook wel als een aparte soort beschouwd, maar staat sinds 2016 als ondersoort op de IOC World Bird List.

## Verspreiding en leefgebied
Deze soort is endemisch in centraal en westelijk Colombia.